# Johann Heinrich Christian von Selchow

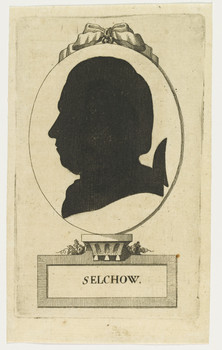
Schattenriss v. Selchow

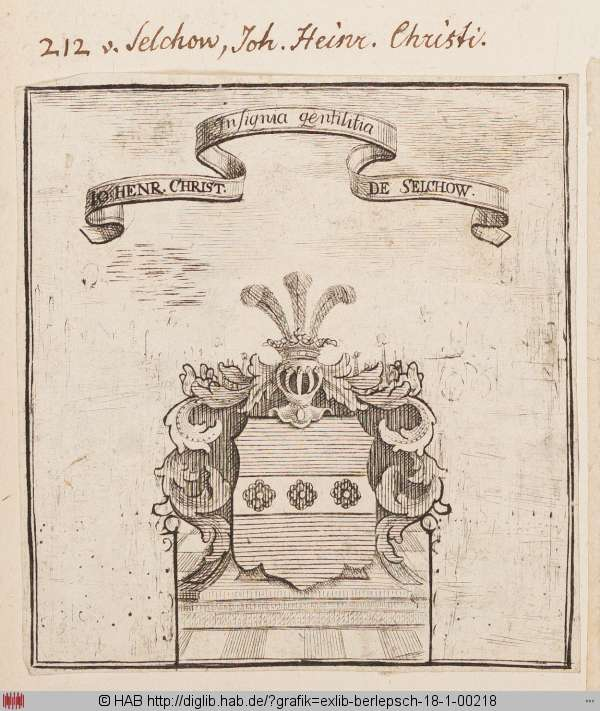
Wappen in der Exlibris-Sammlung v. Berlepsch

Johann Heinrich Christian von Selchow (* 26. Juli 1732 in Kindelbrück; † 21. April 1795 in Marburg) war ein deutscher Jurist.

## Herkunft
Sein Großvater war Valentin Heinrich von Selchow, Herr auf Klauswalde und Kirschbaum in Pommern. Seine Eltern waren der Königlich Preußischer Oberst zu Pferd Heinrich Gottlob von Selchow (1704–1736) und dessen Ehefrau Sophie Marianne von Rimbach (1705/1710–1736). Seine Mutter war die Tochter des Johann Jakob Bernhard von Rimbach, Stallmeister, Hofmeister und Oberforstmeister des Grafen Christian Ernst von Stolberg-Wernigerode.

## Leben
Mit Unterstützung des Grafen Christian Ernst zu Stolberg-Wernigerode erhielt Selchow in Ilsenburg und Wernigerode eine vorbildliche Erziehung und Ausbildung im Lyzeum. Von 1746 bis 1752 studierte er an der Universität Göttingen, wo er 1755 zum Dr. iur. promoviert wurde. Eine außerordentliche Professur der Rechte erhielt Selchow 1757 in Göttingen und 1762 eine ordentliche Professur. 1771 wurde er Beisitzer der Juristenfakultät.
Selchow folgte 1782 dem Ruf als Geheimer Rat, Vizekanzler und Professor der Rechte nach Marburg. 1783 wurde er Kanzler der Universität Marburg und übte dieses Amt bis zu seinem Tode aus.
Am 28. April 1787 ist er in der Reichsstadt Wetzlar von einer Deputationsloge der Provinzialloge „Zum Reichsadler“ in den Bund der Freimaurer aufgenommen worden.

## Werke (Auswahl)
- Anfangsgründe des braunschweigisch-lüneburgischen Privatrechts. Göttingen 1760
- Io. Henr. Christiani De Selchow. D. Ivrivm P.P.O. ... Elementa Ivris Germanici Privati Hodierni : Ex Ipsis Fontibvs Dedvcta ; Praemissvm Specimen Bibliothecae Ivris Provincialis Et Statvtarii Germanici. Hannoverae 1767 (Digitalisat)
- Grundsätze des Wechselrechts, zum Gebrauch öffentlicher Vorlesungen. Göttingen 1777
- Gründliche Bewährung der Gerechtsame des Hochgräflichen Hauses Lippe auf die Herrschaft Sternberg und die übrigen angeblich dazugehörigen Güter nebst eine Widerlegung der dagegen gemachten bischöflich paderbornischen Ansprüche. Lemgo 1783 (LLB Detmold)

## Familie
Selchow heiratete Eleonore von Weise (⚭ 1758), die Ehe wurde 1762 geschieden. Nach der Scheidung heiratete er 1766 Johanna Dorothea Anna von Hanstein (* 24. Dezember 1747; † 17. Mai 1827), Tochter des Werner von Hanstein (1693–1778). Das Paar hatte mehrere Kinder:
- Heinrich Ludwig (1767–1788), Leutnant
- Friedrich Wilhelm (1769–1845), Landrat des Kreises Lauenburg ⚭ 1800 Friederike Kummer, Erbin des Rittergutes Rettkewitz, Pommern
- Carl Wilhelm Rudolph (* 1772), Leutnant